# 500 miles d'Indianapolis 1940

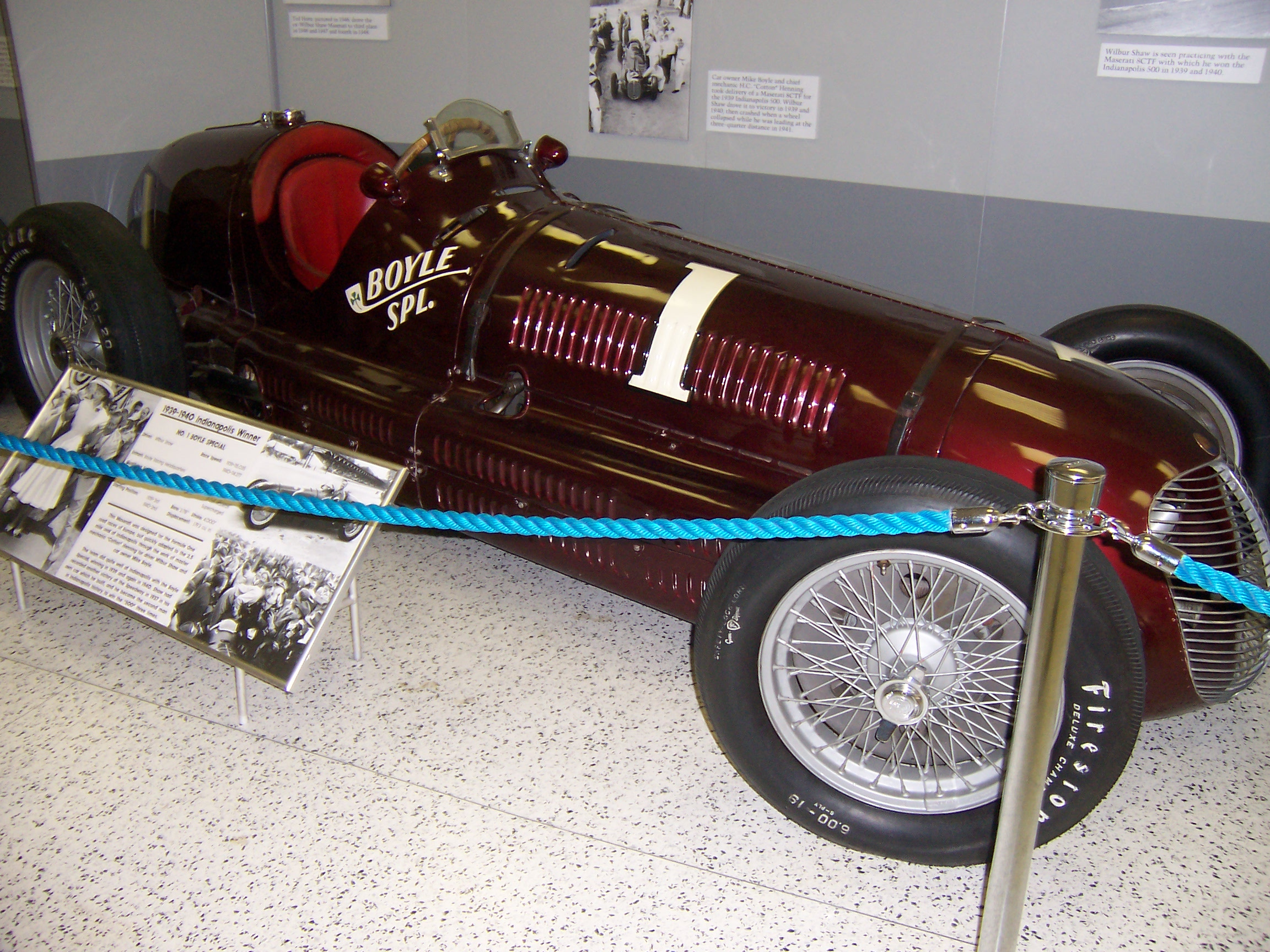
La Maserati de Wilbur Shaw, victorieuse de l'édition 1940 des 500 miles d'Indianapolis.

Les 500 miles d'Indianapolis 1940, courus sur l'Indianapolis Motor Speedway et organisés le jeudi 30 mai 1940, ont été remportés par le pilote américain Wilbur Shaw sur une Maserati.

## Grille de départ
| Ligne | Intérieur                  | Centre          | Extérieur         |
| 1     | Rex Mays                   | Wilbur Shaw     | Mauri Rose        |
| 2     | Ted Horn                   | Mel Hansen (en) | Cliff Bergere     |
| 3     | Frank Wearne               | Frank Brisko    | Tommy Hinnershitz |
| 4     | Joel Thorne                | Russ Snowberger | Babe Stapp        |
| 5     | Kelly Petillo              | Sam Hanks       | Harry McQuinn     |
| 6     | George Barringer (en)      | George Connor   | Louis Tomei       |
| 7     | Doc Williams               | Bob Swanson     | Ralph Hepburn     |
| 8     | Emil Andres                | George Robson   | Raúl Riganti      |
| 9     | Duke Nalon                 | Joie Chitwood   | Chet Miller       |
| 10    | Al Putnam                  | Paul Russo      | Al Miller         |
| 11    | René Le Bègue René Dreyfus | Billy Devore    | Floyd Davis (en)  |

La pole a été réalisée par Rex Mays à la moyenne de 205,755 km/h.

## Classement final
| no | Pilote                     | Voiture               | Tours | Temps/Abandon |
| 1  | Wilbur Shaw                | Maserati              | 200   |               |
| 2  | Rex Mays                   | Stevens-Winfield      | 200   |               |
| 3  | Mauri Rose                 | Wetteroth-Offenhauser | 200   |               |
| 4  | Ted Horn                   | Miller                | 199   |               |
| 5  | Joel Thorne                | Adams-Spark           | 197   |               |
| 6  | Bob Swanson                | Stevens-Sampson       | 196   |               |
| 7  | Frank Wearne               | Stevens-Offenhauser   | 195   |               |
| 8  | Mel Hansen (en)            | Wetteroth-Miller      | 194   |               |
| 9  | Frank Brisko               | Stevens-Brisko        | 193   |               |
| 10 | René Le Bègue René Dreyfus | Maserati              | 192   |               |
| 11 | Harry McQuinn              | Alfa Romeo            | 192   |               |
| 12 | Emil Andres                | Stevens-Offenhauser   | 192   |               |
| 13 | Sam Hanks                  | Weil-Duray            | 192   |               |
| 14 | George Barringer (en)      | Weil-Offenhauser      | 191   |               |
| 15 | Joie Chitwood              | Adams-Offenhauser     | 190   |               |
| 16 | Louis Tomei                | Miller-Offenhauser    | 190   | mécanique     |
| 17 | Chet Miller                | Alfa Romeo            | 189   |               |
| 18 | Billy Devore               | Shaw-Offenhauser      | 181   |               |
| 19 | Al Putnam                  | Adams-Offenhauser     | 179   |               |
| 20 | Floyd Davis (en)           | Lencki                | 157   |               |
| 21 | Kelly Petillo              | Wetteroth-Offenhauser | 128   | mécanique     |
| 22 | Duke Nalon                 | Silnes-Offenhauser    | 120   | mécanique     |
| 23 | George Robson              | Miller-Offenhauser    | 67    | amortisseur   |
| 24 | Babe Stapp                 | Stevens-Offenhauser   | 64    | fuite d'huile |
| 25 | Doc Williams               | Cooper-Miller         | 61    | fuite d'huile |
| 26 | George Connor              | Lencki                | 52    | mécanique     |
| 27 | Cliff Bergere              | Wetteroth-Offenhauser | 51    | fuite d'huile |
| 28 | Paul Russo                 | Blume-Brisko          | 48    | fuite d'huile |
| 29 | Ralph Hepburn              | Miller-Offenhauser    | 47    | direction     |
| 30 | Al Miller                  | Alfa Romeo            | 41    | embrayage     |
| 31 | Russ Snowberger            | Snowberger-Miller     | 38    | pompe à eau   |
| 32 | Tommy Hinnershitz          | Adams-Offenhauser     | 32    | accident      |
| 33 | Raúl Riganti               | Maserati              | 24    | accident      |

## Remarque
En raison de la pluie, les 50 derniers tours ont été disputés sous régime de neutralisation.

## Sources
- (en) Résultats complets sur le site officiel de l'Indy 500